# 迪士尼星空
迪士尼星空（英語：Disney Star；2024年11月转为合资公司后亦可以称Jiostar），迪士尼在中国大陆称呼其为印度STAR电视台，舊稱星空傳媒（印度）（英語：Star India），是2009年新闻集团从原星空传媒拆分出来的公司，负责印度市场STAR系列频道和国家地理频道的运营。现为一家合资公司。2024年11月14日开始，该公司由先前的华特迪士尼公司全资子公司转变为分别由华特迪士尼公司（持股36.84%）、信实工业公司（持股46.82%）和Viacom18（持股16.34%）合资控股企业。 

## 简介

### 和记黄埔子公司时期（1991年-1993年）
星空传媒于1990年由李嘉诚和记黄埔成立，中文原名为“卫星电视有限公司”（1991-2001）「, STAR」，1991年开播，总部设于香港。其中文主频道卫视中文台当时在香港及中国大陆播出，后来被分拆为对中国大陆和香港播出的凤凰卫视中文台和对台湾播出的卫视中文台。其英文主频道STAR Plus（卫视合家欢台）与印度ZeeTV达成合作，实现了在印度的落地。

### 美商控股时期（1993年-2023年）
1993年，鲁伯特·默多克的新闻集团于1993年利用超过五亿的金额购入星空传媒63.6%的股权，其后更于1995年7月购入34.6%的股权。
2009年，新闻集团将星空传媒拆分成为星空传媒（印度）和星空华文传媒，另有业务并入福斯国际电视网。
2012年4月，星空传媒（印度）将STAR News、STAR Ananda、STAR Majha三个面向印度及其周边国家的当地语言新闻频道被完全转让给印度ABP集团，后者在接管上述三个频道后，分别将三个频道更名为ABP News、ABP Ananda、ABP Majha。至此，除其参与合资的凤凰卫视资讯台以外，星空传媒自此进一步减少新闻业务的投入，专注于娱乐业务。
2015年2月，推出網路OTT影音平台Hotstar，提供旗下頻道及其他影音內容在網路或行動平台播出。
2019年3月20日，星空傳媒（印度）隨21世紀福斯被迪士尼收購。收購完畢後隸屬於华特迪士尼公司。
2020年4月3日，Hotstar併入Disney+並更名為Disney+ Hotstar，而北美地區則保留Hotstar名義直到2021年11月30日。
2021年11月30日，北美地區的Hotstar停止運營，其劇集內容併入Hulu，而體育節目則併入ESPN+。
2022年4月14日，迪士尼正式宣佈星空傳媒（印度）更名為迪士尼星空，以便與現Disney+上的星空板塊和拉丁美洲地區的星空頻道和Star+區分。

### 印方合资时期（2023年至今）
2023 年 7 月，华特迪士尼公司开始为其在印度的业务探索战略选择，包括出售或成立合资企业。2023 年 9 月至 2023 年 10 月期间，该公司与信实工业、亿万富翁 Gautam Adani 和 Sun Group 的所有者 Kalanithi Maran 进行了初步谈判，以潜在出售其流媒体和线性电视资产。2023 年 10 月下旬，据报道，迪士尼即将与信实工业达成现金和股票交易，以出售其在印度的业务，包括迪士尼星空的控股权。据报道，信实工业将收购的资产价值约为 7-80 亿美元，交易最早将于 11 月宣布。 尽管迪士尼首席执行官鲍勃·艾格 （Bob Iger） 在第三季度财报电话会议上驳斥了出售的说法，但 2023 年 12 月宣布，迪士尼和信实工业已签署了一份不具约束力的合并条款清单。根据其条款，信实将以现金和股票持有合并公司 51% 的股份，而迪士尼将拥有剩余的 49%。出于合并的目的，Viacom18 的子公司成立，通过股票交换收购Disney Star， 等待批准和监管批准。
2024 年 2 月，迪士尼和信实工业达成协议，合并其流媒体和电视资产，合资企业价值 85 亿美元，包括协同效应。作为交易的一部分，Viacom18 将并入 Disney Star，迪士尼持有合并后实体 36.84% 的股份，该实体将汇集线性电视娱乐频道 StarPlus、Colors TV 和 Star Gold Network、体育频道 Star Sports 和 Sports18 以及流媒体服务 JioCinema 和 Disney+ Hotstar 等资产与 Nita Ambani担任合资企业的董事长，Uday Shankar 担任副主席，该交易将 16.34% 的股份授予信实工业，46.82% 的股份给 Viacom18，该交易预计将于 2024 年底或 2025 年初的某个时候完成，等待印度监管部门的批准。
2024 年 3 月，据报道，派拉蒙全球希望将其在 Viacom18 中 13.01% 的股份出售给信实工业，后者已经通过 TV18 拥有 73.91% 的股份。尽管彭博社报道称该交易不太可能完成，但该交易在一周后以 5.17 亿美元的价格得到确认，其完成取决于印度监管机构的批准以及 Viacom18 和迪士尼的合资企业的完成。然而，派拉蒙将继续将其内容许可给该公司。
2024 年 8 月，印度国家公司法法庭批准了迪士尼和信实工业之间的交易，其中 JioCinema 和 Viacom18 将合并为 Digital18。2024 年 11 月，迪士尼和信实工业同意合并Star India和Viacom18。据报道，这笔交易的价值为 85 亿美元。
2025年2月，因星空传媒（印度）（迪士尼星空）部分股权被转让给印度信实工业公司，并与信实旗下的Jiocinema合并，导致用户在登陆Disneystar.com时会看到迪士尼星空已与Jiocinema合并的英文提示，并在五秒后被重定向到Jiohotstar.com。也由于这一原因，startv.com会被二次重定向到Jiohotstar.com。

## 旗下频道
- Star GOLD（英语：Star Gold）：24小時印度電影頻道
- Channel V（印度版本，2018年9月15日停播并改播卫视体育三台）：全天候印度音樂頻道
- Star World：印度英語娛樂頻道
- STAR Movies：印度版本的荷里活電影頻道
- 衛視體育台：24小時體育電影頻道
- Star Utsav：免費版本綜合娛樂頻道，播出過往播出過的節目
- Star Bharat：印度第二大綜合娛樂頻道，2017年8月28日起為免費播出，前身為STAR One和Life OK
- Movies OK：印度STAR OK系列電影頻道
- Star Plus：印度好評的娛樂頻道
- Star Vijay：廣泛於南印度Tamil語言的綜合娛樂頻道

## 外部連結
- STAR（印度） （页面存档备份，存于）
- STAR Player （页面存档备份，存于）